# Friedrich Mayer-Beck
Friedrich „Fritz“ Mayer-Beck (eigentlich Friedrich Mayer; * 8. Februar 1907 in Wien; † 30. Juli 1977 in Leoben) war ein österreichischer Grafiker und Illustrator.
Geboren als Friedrich Mayer, wuchs er nach dem Tod seiner Eltern bei seiner Tante Maria Beck und deren Mann, dem Landschaftsmaler Friedrich Beck auf, deren Namen er später in seinen eigenen Künstlernamen als zweiten Bestandteil mit aufnahm. Friedrich Mayer-Beck arbeitete als Illustrator für verschiedene Buchverlage. Hauptsächlich ergänzte er die Werke der Autoren, wie etwa Paul Anton Keller mit seinen Holzschnitten.
Nach seinem Studium an der Wiener Akademie arbeitete er in der Steiermark. Viele Ausstellungen und dazu publizierte Kataloge mit meist in Schwarz-Weiß gehaltenen Grafiken und Hinterglasbilder oder seine Kohlezeichnungen machten ihn auch über die Grenzen von Österreich hinaus bekannt. Er wurde am Hietzinger Friedhof bestattet.
Am 20. Mai 1938 beantragte er die Aufnahme in die NSDAP und wurde rückwirkend zum 1. Mai desselben Jahres aufgenommen (Mitgliedsnummer 6.285.666).

## Werke
- 1939 Die freiherrlichen Hosen. Altsteirische Anekdoten, Graz.
- 1941 Unter gotischen Dächern von Haybach, Rudolf. Sagen und Legenden aus dem alten Wien. Wilhelm Andermann Verlag, Wien
- 1942 Und deine Wälder rauschen fort von Margarete Weinhandl – Kindheit in Untersteiermark, Illustrated by Fritz Mayer-Beck. Graz: Leykam-Verlag.
- o. J. Die goldene Kette – Sagen der Ostmark. Oskar Döring, Hegel & Schade, Leipzig
- 1943 Das Spiel vom Erasmus Grasser, Richard Billinger, Wilhelm Andermann Verlag, Wien
- 1944 Die unvollständige Kompanie von Jelusich Mirko. Wiener Verlag, Wien.
- 1952 Sagen aus der grünen Mark. Hanns v.d. Sann. Leykam, Graz, 4. Auflage